# 尾池亨允
尾池 亨允（おいけ こうすけ、1993年8月18日 - ）は、ジャパンラグビーリーグワン九州電力キューデンヴォルテクスに所属するラグビー選手。

## プロフィール
- 宮崎県出身[1]。
- ポジションはプロップ(PR)。
- 身長 183 cm、体重 111 kg
- ニックネームはおいちゃん。

## 来歴
2012年、日向高校卒業後、関西大学に入る。
2016年、関西大学卒業後、近鉄ライナーズ(現・花園近鉄ライナーズ)に加入。
2017年8月26日に行われたジャパンラグビートップリーグ第2節のトヨタ自動車ヴェルブリッツ戦に途中出場で公式戦初出場を果たす。
2019年、宗像サニックスブルースに加入。
2020年、神戸製鋼コベルコスティーラーズ(現・コベルコ神戸製鋼スティーラーズ)に加入。
2022年、豊田自動織機シャトルズ愛知に加入。
2023年、九州電力キューデンヴォルテクスに加入。